# 草滩乡 (康乐县)
草滩乡，是中华人民共和国甘肃省临夏回族自治州康乐县下辖的一个乡镇级行政单位。

## 行政区划
草滩乡下辖以下地区：
才子沟村、草滩村、车长沟村、达洼河村、多乐村、巨那村、拉麻山村、那那沟村、墩湾村、槐沟村、牟家窑村、普巴村和苏河村。